# Osvaldo Benavides
Osvaldo Benavides  (Mexikóváros, Mexikó, 1979. június 14. –) mexikói színész, író, producer és operatőr.

## Élete
Osvaldo Benavides 1979. június 14-én született Mexikóvárosban. Karrierjét 1992-ben kezdte az El abuelo y yo című telenovellában. 1996-ban a María című sorozatban Nanditót alakította.

## Filmográfia

### Telenovellák
- 2015 - A que no me dejas - Adrián Olmedo Rodriguez
- 2013 - Szerelem zálogba (Lo que la vida me robó) - Dimitrio Mendoza Giacinti
- 2011 - Megkövült szívek (La que no podía amar) - Miguel Carmona Flores
- 2005 - Piel de otoño - Damián
- 2002 - Daniela - Andrés Miranda
- 2000 - Barátok és szerelmek (Locura de amor) - León Palacios
- 1998 - Preciosa - Simón Ortiz
- 1996 - Te sigo amando - Lazarito
- 1995 - María (María la del Barrio) - Fernando "Nandito" de la Vega Hernández
- 1995 - El premio mayor - «Chicles»
- 1992 - El abuelo y yo - Francisco "Paco"

### Sorozatok
- 2012 - Cloroformo .... Joe Marvelous
- 2010 - Soy tu fan .... Julián
- 2010 - Gritos de muerte y libertad .... Lucas Alamán